# Pseudomyrmex villosus
Pseudomyrmex villosus é uma espécie de formiga do género Pseudomyrmex, subfamilia Pseudomyrmecinae. Esta espécie foi descrita cientificamente por Ward em 1989.

## Distribuição
Encontra-se em Brasil.